# Glyphocassis spilota
Glyphocassis spilota là một loài bọ cánh cứng trong họ Chrysomelidae. Loài này được Gorham miêu tả khoa học năm 1885.